# Luca Antonini (calciatore)
Luca Antonini (Milano, 4 agosto 1982) è un allenatore di calcio ed ex calciatore italiano, di ruolo difensore o centrocampista, tecnico dell'Academy dell’United FC.

## Biografia
Nato a Milano, è cresciuto a San Giuliano Milanese, dove risiede ancora la sua famiglia.
È sposato con Benedetta Balleggi, da cui ha avuto due figlie: Sofia Vittoria, nata a Massa il 6 settembre 2007, e Viola Maria, nata il 22 marzo 2010.

## Caratteristiche tecniche
Era un giocatore polivalente che sapeva ricoprire sia il ruolo di terzino che di esterno di centrocampo sulla fascia sinistra e all'occorrenza anche destra.

## Carriera

### Club

#### Inizi al Milan e prestiti
Cresciuto nelle giovanili del Milan, con la formazione Primavera della squadra rossonera ha vinto il Torneo di Viareggio 2001 nel quale ha segnato 3 reti tra cui la seconda del Milan nella finale vinta per 3-1 contro il Vitória. All'inizio della stagione 2001-2002 è stato ceduto in prestito al Prato, in Serie C2, dove ha totalizzato 26 presenze e 3 reti e ha ottenuto il primo posto in campionato e la conseguente promozione in Serie C1. Nella stagione 2002-2003 ha collezionato 17 presenze e 1 gol in Serie B all'Ancona di Gigi Simoni, ottenendo la promozione in Serie A e ritagliandosi un ruolo da titolare nella seconda parte del campionato, dopo un girone d'andata trascorso come riserva.
Nell'estate del 2003 si è trasferito alla Sampdoria in comproprietà con i rossoneri, dove è sceso in campo solamente in 7 partite nel ruolo di vice Gasbarroni sulla fascia e ha realizzato un gol. L'anno seguente è tornato a giocare in Serie B, prima al Modena, dove ha segnato una rete in 15 partite disputate fino a gennaio, e poi nel Pescara, con cui ha totalizzato 22 presenze e 3 gol.
Nell'agosto del 2005 il Milan lo ha prestato all'Arezzo, dove nell'arco della stagione ha segnato 3 gol in 39 partite. Alla fine della stagione 2005-2006 è stato preso in prestito dal Siena.
Nell'estate del 2007 il Milan ha rilevato la metà posseduta dalla Sampdoria e lo ha ceduto in comproprietà all'Empoli, assieme all'altro giovane Abate, anche lui prodotto del vivaio rossonero. Con l'Empoli Antonini ha esordito nelle coppe europee il 20 settembre 2007, in occasione della partita di Coppa UEFA Empoli-Zurigo (2-1), nella quale ha anche realizzato la rete del momentaneo 2-0 su rigore al 49º minuto. Durante la stagione, terminata con la retrocessione dei toscani in Serie B, è stato spesso arretrato alla linea a quattro di difesa e utilizzato nel ruolo di terzino sinistro per sopperire alle assenze di Tosto e Raggi.

#### Ritorno al Milan

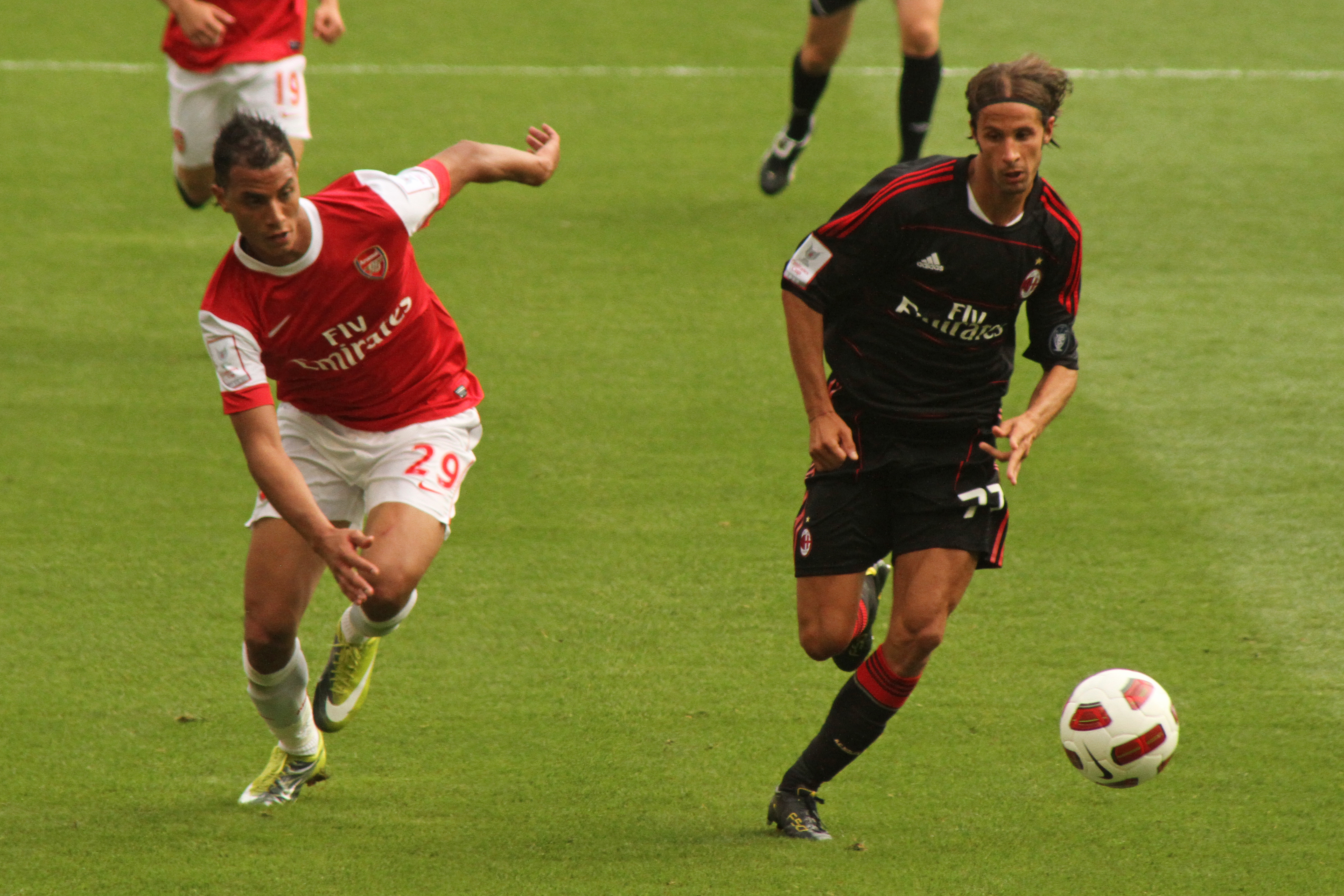
Antonini (a destra) e Marouane Chamakh in azione nella Emirates Cup 2010

Il 9 giugno 2008 è stato riscattato dal Milan in cambio della seconda metà del cartellino di Marzorati, già in comproprietà con i toscani.
L'8 dicembre 2009 ha esordito in Champions League in Zurigo-Milan 1-1, partita valida per l'ultima giornata della fase a gironi dell'edizione 2009-2010.
Per via degli infortuni di alcuni compagni, Antonini è diventato, per un periodo, titolare nel ruolo di terzino sinistro ed è riuscito a inanellare una serie di buone prestazioni per le quali gli è stato offerto un prolungamento di contratto fino al 30 giugno 2014 accettato dal giocatore. Il 15 maggio 2010, in occasione della sua centesima presenza in Serie A, ha segnato il suo primo gol in maglia rossonera a San Siro contro la Juventus (3-0). Il 7 maggio 2011 ha vinto il suo primo scudetto con i rossoneri a due giornate dal termine del campionato grazie allo 0-0 contro la Roma.
Il 6 agosto 2011 ha vinto la Supercoppa italiana con il Milan battendo l'Inter a Pechino per 2-1.
In totale con la maglia rossonera ha giocato 111 partite, andando a segno in una occasione.

#### Genoa
Il 31 agosto 2013 è passato a titolo definitivo al Genoa, firmando un contratto triennale fino al 30 giugno 2016, nell'ambito dell'operazione che ha portato Valter Birsa, scelto come contropartita tecnica dell'affare, a Milano. Ha scelto di indossare la maglia numero 3. Ha esordito con la casacca rossoblu il 15 settembre seguente, realizzando un gol in occasione del derby di Genova contro la Sampdoria (sua ex squadra) vinto per 3-0. A partire dalla settima giornata, con l'avvento di Gian Piero Gasperini alla guida del Genoa al posto di Fabio Liverani, viene schierato terzo difensore a destra nel 3-4-3 del mister. Chiude la stagione con 26 presenze e 2 gol.
La stagione successiva fa il suo esordio in campionato il 21 settembre 2014 in occasione della vittoria casalinga (1-0) contro la Lazio e segna il suo primo gol contro la Juventus il 29 ottobre al 94º, portando la squadra ligure alla vittoria contro i bianconeri che mancava da cinque stagioni dall'11 aprile 2009.
Il 12 febbraio 2015 viene messo fuori rosa dalla società che gli rimprovera il rifiuto al possibile trasferimento al Watford (società che milita nella Football League Championship, la seconda divisione del campionato di calcio inglese).
A fine agosto del 2015, non rientrando più nei piani del tecnico Gasperini, rescinde il contratto con la squadra rossoblù.

#### Ascoli
Il 4 settembre firma un contratto biennale con il club marchigiano dell'Ascoli, neopromosso in Serie B.
Segna l'unico gol con la squadra marchigiana il 15 settembre 2015 nella partita Ascoli-Virtus Entella vinta proprio grazie al suo gol.

#### Livorno
Il 1º febbraio 2016 si trasferisce in prestito al Livorno sempre in Serie B dove firma un contratto fino a fine stagione.

#### Prato
Il 22 luglio 2016 viene ufficializzato il suo passaggio al Prato, squadra militante in Lega Pro e ritorna nella città toscana dopo quattordici anni. Decide però di ritirarsi dal calcio giocato il 23 novembre, entrando nello staff del settore giovanile dei Lanieri.
In carriera ha totalizzato complessivamente 181 presenze e 7 reti in Serie A e 125 presenze e 9 reti in Serie B.

### Nazionale
Antonini ha giocato nel 1999 una partita amichevole con la Nazionale italiana Under-17 contro i pari età svizzeri e nel biennio successivo 4 gare con la Nazionale italiana Under-18, 2 nel 2000 valide per le qualificazioni al Campionato Europeo Under-18 2001 in Polonia e altrettante amichevoli l'anno seguente.
Il 6 agosto 2010 ha ottenuto la prima convocazione nella Nazionale maggiore da parte del nuovo CT Cesare Prandelli per la partita amichevole contro la Costa d'Avorio del 10 agosto, senza scendere in campo.

### Allenatore
Nel settembre del 2023 Antonini entra a far parte dello staff tecnico de LaLiga Academy a Dubai.
Nel settembre del 2024, dopo aver completato il corso specifico presso il Settore Tecnico della FIGC a Coverciano, consegue la licenza UEFA A, che consente di guidare tutte le squadre giovanili (comprese le Primavera), tutte le squadre femminili e le prime squadre maschili fino alla Serie C inclusa.
Nel novembre 2024 viene ingaggiato come allenatore dell'under 17 dell'Al-Nassr.

## Statistiche

### Presenze e reti nei club
| Stagione        | Squadra         | Campionato      | Campionato | Campionato | Coppe nazionali | Coppe nazionali | Coppe nazionali | Coppe continentali | Coppe continentali | Coppe continentali | Altre coppe | Altre coppe | Altre coppe | Totale | Totale |
| Stagione        | Squadra         | Comp            | Pres       | Reti       | Comp            | Pres            | Reti            | Comp               | Pres               | Reti               | Comp        | Pres        | Reti        | Pres   | Reti   |
| --------------- | --------------- | --------------- | ---------- | ---------- | --------------- | --------------- | --------------- | ------------------ | ------------------ | ------------------ | ----------- | ----------- | ----------- | ------ | ------ |
| 2001-2002       | Prato           | C2              | 26         | 3          | CI+CI-C         | 0+4             | 0               | -                  | -                  | -                  | -           | -           | -           | 30     | 3      |
| 2002-2003       | Ancona          | B               | 17         | 1          | CI              | 2               | 0               | -                  | -                  | -                  | -           | -           | -           | 19     | 1      |
| 2003-2004       | Sampdoria       | A               | 3          | 0          | CI              | 4               | 1               | -                  | -                  | -                  | -           | -           | -           | 7      | 1      |
| 2004-gen. 2005  | Modena          | B               | 15         | 1          | CI              | 0               | 0               | -                  | -                  | -                  | -           | -           | -           | 15     | 1      |
| gen.-giu. 2005  | Pescara         | B               | 22         | 3          | CI              | -               | -               | -                  | -                  | -                  | -           | -           | -           | 22     | 3      |
| 2005-2006       | Arezzo          | B               | 39         | 3          | CI              | 1               | 0               | -                  | -                  | -                  | -           | -           | -           | 40     | 3      |
| 2006-2007       | Siena           | A               | 32         | 3          | CI              | 2               | 0               | -                  | -                  | -                  | -           | -           | -           | 34     | 3      |
| 2007-2008       | Empoli          | A               | 32         | 0          | CI              | 2               | 1               | CU                 | 2                  | 1                  | -           | -           | -           | 36     | 2      |
| 2008-2009       | Milan           | A               | 11         | 0          | CI              | 1               | 0               | CU                 | 6                  | 0                  | -           | -           | -           | 18     | 0      |
| 2009-2010       | Milan           | A               | 22         | 1          | CI              | 1               | 0               | UCL                | 2                  | 0                  | -           | -           | -           | 25     | 1      |
| 2010-2011       | Milan           | A               | 22         | 0          | CI              | 4               | 0               | UCL                | 6                  | 0                  | -           | -           | -           | 32     | 0      |
| 2011-2012       | Milan           | A               | 20         | 0          | CI              | 3               | 0               | UCL                | 4                  | 0                  | -           | -           | -           | 27     | 0      |
| 2012-2013       | Milan           | A               | 6          | 0          | CI              | 1               | 0               | UCL                | 2                  | 0                  | -           | -           | -           | 9      | 0      |
| Totale Milan    | Totale Milan    | Totale Milan    | 81         | 1          |                 | 10              | 0               |                    | 20                 | 0                  | -           | -           | -           | 111    | 1      |
| 2013-2014       | Genoa           | A               | 26         | 2          | CI              | -               | -               | -                  | -                  | -                  | -           | -           | -           | 26     | 2      |
| 2014-2015       | Genoa           | A               | 7          | 1          | CI              | 1               | 0               | -                  | -                  | -                  | -           | -           | -           | 8      | 1      |
| Totale Genoa    | Totale Genoa    | Totale Genoa    | 33         | 3          |                 | 1               | 0               |                    |                    |                    |             |             |             | 34     | 3      |
| 2015-gen. 2016  | Ascoli          | B               | 14         | 1          | -               | -               | -               | -                  | -                  | -                  | -           | -           | -           | 14     | 1      |
| gen.-giu. 2016  | Livorno         | B               | 16         | 0          | CI              | 0               | 0               | -                  | -                  | -                  | -           | -           | -           | 16     | 0      |
| 2016-2017       | Prato           | LP              | 9          | 0          | CI-LP           | 2               | 1               | -                  | -                  | -                  | -           | -           | -           | 11     | 1      |
| Totale Prato    | Totale Prato    | Totale Prato    | 35         | 3          |                 | 6               | 1               |                    | -                  | -                  |             | -           | -           | 41     | 4      |
| Totale carriera | Totale carriera | Totale carriera | 339        | 19         |                 | 28              | 3               |                    | 22                 | 1                  | -           | -           | -           | 389    | 23     |

## Palmarès

### Competizioni giovanili
- Torneo di Viareggio: 2

Milan: 1999, 2001

### Competizioni nazionali
- Serie C2: 1

Prato: 2001-2002
- Campionato italiano: 1

Milan: 2010-2011
- Supercoppa italiana: 1

Milan: 2011